# Bass Lake (Indiana)
|  | Dieser Artikel wurde aufgrund von inhaltlichen Mängeln auf der Qualitätssicherungsseite des Projektes USA eingetragen. Hilf mit, die Qualität dieses Artikels auf ein akzeptables Niveau zu bringen, und beteilige dich an der Diskussion! Eine nähere Beschreibung der zu behebenden Mängel fehlt. |

Bass Lake ist ein census-designated place (CDP) im Starke County, Indiana.  Die Volkszählung von 2020 erfasste 1.384 Einwohner. Ein Postamt wurde 1892 eingerichtet, die Definition als CDP erfolgte im Jahr 2002. Der Name leitet sich von den Fischvorkommen im gleichnamigen See ab.

## Lage
Das Gebiet des CDP liegt bei den Koordinaten 41° 13' 46.58" Nord und 86° 35' 3.80" West auf einer Höhe von 217 Metern über dem Meeresspiegel um den gleichnamigen See herum. Die Ortschaft Bass Lake liegt am Südufer, am Ostufer liegt nördlich davon Winona. Von der 29,2 km² großen Fläche des Gebietes sind 5,5 km² (18,95 %) Wasserfläche. Bass Lake wird von der Indiana State Route IN-10 erschlossen. Im Südwesten bildet die US-35 die Gebietsgrenze.